# Vedmak
Dans la mythologie slave, un vedmak (en russe : ведьмак ; en ukrainien : відьмак ; en polonais : wiedźmin) est un sorcier.
Il est capable de soigner les êtres humains et les animaux, de lutter contre les sorcières et contre les personnes liées au diable. Un vedmak peut se transformer en animal, ou en n'importe quel objet. Il est également résistant aux pouvoirs des roussalkas.
Le mot vient du proto-slave *vědě, « je sais », et de l'ancien russe vѣd, « savoir, sorcellerie ». Une sorcière se dit en russe ведьма (ved'ma).
Le terme est aussi utilisé comme une insulte.
Il existe également un autre terme russe pour désigner un sorcier : koldoun (колдун), au féminin koldounia (колдунья).